# CanalDigitaal
CanalDigitaal (da non confondere con la pay tv scandinava Canal Digital) è un fornitore di televisione digitale via satellite per il mercato neerlandese, utilizzando i satelliti Astra a 19,2 ° est e Astra 3A satellite a 23,5 ° est.
Inizialmente i clienti erano soprattutto i cittadini olandesi che non hanno avuto accesso alla televisione via cavo. Ma nel frattempo la società è anche riuscita ad espandersi. Questo a volte è complicato nei Paesi Bassi a causa di locali regolamenti edilizi che limitano la libertà di mettere parabole satellitari nelle case e negli appartamenti. È solo possibile registrarsi come cliente di CanalDigitaal utilizzando un indirizzo postale olandese, a causa di restrizioni di diritti d'autore. CanalDigitaal insieme a TV Vlaanderen e TéléSAT fa parte di M7 Group (Canal+ Luxembourg S.a.r.l.) che da settembre 2019 fa parte di Vivendi/Canal+.

## Smartcard
A differenza ad esempio di molte emittenti tedesche e inglesi, per il pubblico olandese le emittenti pubbliche e commerciali non sono disponibili in chiaro via satellite. Per ricevere le trasmissioni olandese una smartcard è necessaria per decodificare il segnale criptato in Mediaguard. CanalDigitaal ha recentemente iniziato il passaggio da Mediaguard 2 a Mediaguard 3. Le trasmissioni pubbliche sono free-to-view, mentre le trasmissioni commerciali non lo sono.
Un Set-top box DVB-S o DVB-S2 è usato, anche per ricevere gli altri canali free-to-air.

## Pacchetti
| Televisiezenders per smartpack | | | |                                                                                    |
| Basis | BasisHD | FamilieHD | EntertainmentHD | TopHD                                                                              |
| - RTL 4 - RTL 5 - SBS 6 - RTL 7 - RTL 8 - NET 5 - Veronica / Disney XD - Comedy Central / Kindernet - Discovery Channel - National Geographic - Animal Planet / TLC - Eurosport - Eurosport HD - Hustler TV - TV Oranje - MTV NL - MTV Rocks - MTV Dance - MTV Music - VH1 - VH1-Classic | - RTL 4 HD - RTL 5 HD - SBS 6 HD - RTL 7 HD - RTL 8 HD - NET 5 HD - Veronica / DisneyXD HD - Discovery HD Showcase - National Geographic HD - History HD - MTVNHD - Brava HDTV - Penthouse HD | - één (incl. HD) - Ketnet / Canvas (incl. HD) - AT5 - RTV West - Omroep Brabant - L1 Limburg - Holland Doc 24 - Consumenten 24 - Geschiedenis 24 - Humor TV / Nostalgie - NGC Wild - 13th Street - Fox Life - Body in Balance (BiB) - Extreme Sports - KidsCo - Nickelodeon - JimJam - Duck TV - Cartoon Network / TCM - Boomerang - Mezzo - Travel Channel HD | - Sport1 HD - Sport1 Golf - Eurosport 2 - ESPN America - Motors TV - Yacht & Sail - Discovery Science - Investigation Discovery - Daring TV - Dorcel TV - Syfy - Alpenglühen | - Film1 Première HD - Film1 Family - Film1 Festival - Film1 Action - Sport1 Tennis |